# 헤스 다이아그램
헤스 다이아그램은 주어진 은하에 대해 헤르츠스프룽-러셀 도표의 다른 색 광도 위치에서 별들의 위치의 상대밀도를 그려준다. 1924년 R 헤스의 책에 근원하여 그의 이름이 붙여졌으며, 1948년부터 사용되었다.